# Tim Palmer
Tim Palmer (North Shields, 4 oktober 1962) is een Britse muzikant, producent en geluidstechnicus.

## Carrière
Tim Palmer begon zijn carrière eerst als muzikant. Hij ontwikkelde echter tijdens de vroege jaren 1980 al spoedig zijn bijzondere talent, eerst als assistent in de Utopia Studios in Londen, later als onafhankelijke geluidstechnicus door zijn werk aan het mengpaneel voor diverse internationale muziekbands en solisten in Los Angeles.
Sinds 1982 is hij als ingenieur en muziekproducent verantwoordelijk voor talrijke succesvolle pop- en rockalbums, die hoge klasseringen bereikten in de hitlijst. Ook tijdens de jaren 1990 en 2000 was hij onafgebroken actief. Hij produceerde en ontfermde zich in deze periode als geluidstechnicus en producent over talrijke albums van artiesten en bands als Kajagoogoo, The Mighty Lemon Drops, Tin Machine, Gene Loves Jezebel, The House of Love, Ozzy Osbourne, Switchfoot, Kane en Blue October.
Hij werd vooral bekend voor zijn producties voor artiesten en rockbands als Texas, The Mission, Tears For Fears, Robert Plant en H.I.M.. Tot de bekendste door hem geproduceerde songs behoren Serpents Kiss van The Mission, I Don't Want a Lover van Texas en Elemental van Tears For Fears.

## Privéleven
Tim Palmer woont en werkt tegenwoordig als onafhankelijk producent, geluidstechnicus en muzikant met zijn echtgenote Nadine Marsh en zijn beide dochters in de Verenigde Staten.

## Discografie

### Als producent
- 1982: Kajagoogoo (White Feathers)
- 1985: Robert Plant (Shaken 'N Stirred)
- 1985: Robert Plant (Little by Little)
- 1986: The Mission (God's Own Medicine)
- 1988: The Mighty Lemon Drops (World Without End)
- 1988: Robert Plant (Now & Zen)
- 1989: Tin Machine (Tin Machine)
- 1989: Texas (Southside)
- 1989: Gene Loves Jezebel (Kiss of Life)
- 1990: Big Country (Through a Big Country: Greatest Hits)
- 1990: The Mission (Grains of Sand)
- 1990: The Mission (Carved in Sand)
- 1990: Burning Tree (Burning Tree)
- 1990: An Emotional Fish (An Emotional Fish)
- 1990: The House of Love (A Spy in the House of Love)
- 1991: Texas (Mothers Heaven)
- 1991: Tin Machine (You Belong in Rock N' Roll)
- 1991: Tin Machine (Tin Machine II)
- 1991: Musto & Bones (The Future Is Ours)
- 1991: Neverland (Neverland)
- 1991: Bill & Ted's Bogus Journey (Soundtrack)
- 1992: Tears for Fears (Tears Roll Down - Greatest Hits 82-92)
- 1992: Ocean Colour Scene (Ocean Colour Scene)
- 1993: Kajagoogoo (Too Shy: The Singles and More)
- 1993: Kinky Machine (Kinky Machine)
- 1993: Tears for Fears (Elemental)
- 1993: Tears for Fears (Break it Down Again)
- 1994: Big Country (The Best of Big Country)
- 1994: The Mission (Sum and Substance)
- 1994: Fretblanket (Junkfuel)
- 1995: Gene Loves Jezebel (Some of the Best of Gene Loves Jezebel: From The Mouths of Babes)
- 1995: Tears for Fears (Raoul and the Kings of Spain)
- 1995: Ned's Atomic Dustbin (Brainbloodvolume)
- 1996: Sponge (Wax Ecstatic)
- 1996: Wire Train (Last Perfect Thing: A Retrospective)
- 1996: Gigantic (Disenchanted)
- 1996: Gods Child (Aluminum)
- 1997: Welcome to Sarajevo (Original Soundtrack)
- 1997: Super Deluxe (Via Satellite)
- 1997: Luce Drayton (To Be Loved)
- 1997: The Mighty Lemon Drops (Rollercoaster: The Best of Mighty Lemon Drops)
- 1997: Silver Jet (Pull Me Up, Drag Me Down)
- 1998: Dance Hall Crashers (Blue Plate Special)
- 1999: Gene Loves Jezebel (Voodoo Dollies: The Best of Gene Loves Jezebel)
- 1999: American Pie (Original Soundtrack)
- 2000: Texas (The Greatest Hits)
- 2000: Goldfinger (Stomping Ground)
- 2000: Palmer & Riner (Mill Creek Road)
- 2000: S.R.I. (Gravity Reminds Me)
- 2000: Douglas Pashley (Eye of a Hurricane)
- 2001: U2 (Walk On)
- 2001: Tears for Fears (Universal Masters Collection)
- 2001: Tears for Fears (The Best of Tears for Fears)
- 2001: Tears for Fears (Shout: The Very Best of Tears for Fears)
- 2001: Big Country (Greatest 12" Hits, Vol. 1)
- 2001: Ozzy Osbourne (Down to Earth)
- 2002: Dredg (El Cielo)
- 2003: Big Country (The Singles Collection, Vol. 3)
- 2003: Ozzy Osbourne (The Essential Ozzy Osbourne)
- 2003: Tears for Fears (The Collection)
- 2003: Robert Plant (Sixty Six to Timbuktu)
- 2004: Live (Awake: The Best of Live)
- 2004: H.I.M. (And Love Said No: The Greatest Hits '97-'04)
- 2005: Ozzy Osbourne (Prince of Darkness)
- 2005: H.I.M. (Dark Light)
- 2006: Switchfoot (Oh! Gravity.)
- 2006: Robert Plant (Nine Lives)
- 2007: H.I.M. (Venus Doom)
- 2007: Hot Hot Heat (Happiness Ltd.)
- 2008: Switchfoot (The Best Yet)
- 2008: H.I.M. (Digital Versatile Doom: Live at the Orpheum Theatre)
- 2009: Mob Research (Holy City Zoo)
- 2009: Julien-K (Death to Analog)
- 2009: The Sounds (Crossing the Rubicon)
- 2010: Goo Goo Dolls (Something for the Rest of Us)
- 2011: Kane (Singles Only)
- 2011: Blue October (Any Man in America)
- 2012: H.I.M. (XX: Two Decades of Love Metal)
- 2013: The Polyphonic Spree (Yes, It's True)
- 2013: Blue October (Sway)
- 2013: Switchfoot (Playlist: The Very Best of Switchfoot)
- 2013: Tarja Turunen (Colours in the Dark)
- 2014: Ozzy Osbourne (Memoirs of a Madman)
- 2015: Texas (Texas 25)
- 2016: Tarja Turunen (The Shadow Self)
- 2016: The Mission (Another Fall from Grace)

### Als geluidstechnicus en menger
- 1982: Kajagoogoo (White Feathers)
- 1982: Heatwave (Current)
- 1983: John Foxx (The Golden Section)
- 1984: Dead or Alive (Sophisticated Boom Boom)
- 1984: ZEE "(Identity)"
- 1985: Robert Plant (Shaken 'N Stirred)
- 1985: Robert Plant (Little by Little)
- 1986: Cutting Crew (Broadcast)
- 1989: Tin Machine (Tin Machine)
- 1989: Texas (Southside)
- 1990: The Mission (Grains of Sand)
- 1990: James (Gold Mother)
- 1990: Mother Love Bone (Apple)
- 1991: Tin Machine (You Belong in Rock N' Roll)
- 1991: Tin Machine (Tin Machine II)
- 1991: Pearl Jam (Ten)
- 1991: The Mission (Masque)
- 1991: James (James)
- 1992: James (Seven)
- 1992: Ocean Colour Scene (Ocean Colour Scene)
- 1992: Mother Love Bone (Mother Love Bone)
- 1992: Catherine Wheel (Ferment)
- 1992: The House of Love (Babe Rainbow)
- 1993: Sweet Water (Sweet Water)
- 1993: Mark Knopfler (Screenplaying)
- 1993: Concrete Blonde (Mexican Moon)
- 1993: Robert Plant (If I Was a Carpenter)
- 1993: Robert Plant (Fate of Nations)
- 1994: Fretblanket (Junkfuel)
- 1995: Brother Cane (Seeds)
- 1995: For Love Not Lisa (Information Superdriveway)
- 1996: Stabbing Westward (Wither Blister Burn & Peel)
- 1996: The Cure (Wild Mood Swings)
- 1996: Sponge (Wax Ecstatic)
- 1996: Heatwave (The Best of Heatwave: Always & Forever)
- 1996: The Cure (Strange Attraction)
- 1996: Escape from L.A. (Original Soundtrack)
- 1996: Inch (Dot Class "C")
- 1996: Gigantic (Disenchanted)
- 1996: Moist (Creature)
- 1997: Super Deluxe (Via Satellite)
- 1997: Luce Drayton (To Be Loved)
- 1997: Chopper One (Now Playing)
- 1997: Litfiba (Mondi Somersi)
- 1997: Cecil (Bombar Diddlah)
- 1998: Reel Big Fish (Why Do They Rock So Hard?)
- 1998: James (The Best of James)
- 1998: U2 (The Best of 1980-1990)
- 1998: Cecil (Subtitles)
- 1998: Soak (Flywatt)
- 1998: The Candyskins (Death of a Minor TV Celebrity)
- 1998: Dance Hall Crashers (Blue Plate Special)
- 1998: The House of Love (Best Of)
- 1998: Sepultura (Against)
- 1999: Dance Hall Crashers (Purr)
- 1999: Michael Hutchence (Michael Hutchence)
- 1999: The Ernies (Meson Ray)
- 1999: Litfiba (Infinito)
- 1999: RX Bandits (Halfway Between Here & There)
- 1999: American Pie (Original Soundtrack)
- 2000: Primitive Radio Gods (White Hot Peach)
- 2000: Goldfinger (Stomping Ground)
- 2000: Magnified (Stand in Traffic)
- 2000: soulDecision (No One Does It Better)
- 2000: Piero Pelù (Ne Buoni Ne Cattivi)
- 2000: Poe (Haunted)
- 2000: Douglas Pashley (Eye of a Hurricane)
- 2000: U2 (Beautiful Day)
- 2000: U2 (All That You Can't Leave Behind)
- 2001: U2 (Walk On)
- 2001: Live (V)
- 2001: Tomb Raider (Original Motion Picture Soundtrack)
- 2001: Paul van Dyk (The Politics of Dancing)
- 2001: U2 (Stuck in a Moment You Can't Get Out Of)
- 2001: U2 (Elevation)
- 2001: Ozzy Osbourne (Down to Earth)
- 2001: Deep Blue Something (Deep Blue Something)
- 2001: Better Than Ezra (Closer)
- 2001: The Psychedelic Furs (Beautiful Chaos: Greatest Hits Live)
- 2002: Wayne (Whisper)
- 2002: U2 (The Best of 1990-2000)
- 2002: MxPx (Ten Years and Running)
- 2002: Stage (Stage)
- 2002: Goldfinger (Open Your Eyes)
- 2002: Portable (Only If You Look Up)
- 2002: Bon Jovi (Misunderstood)
- 2002: Porcupine Tree (In Absentia)
- 2002: Dredg (El Cielo)
- 2002: Faith Hill (Cry)
- 2002: Autopilot Off (Autopilot Off)
- 2003: Kane (What If)
- 2003: H.I.M. (Love Metal)
- 2003: Blue October (History for Sale)
- 2003: Kill Hannah (For Never & Ever)
- 2004: Jason Mraz (Tonight, Not Again: Jason Mraz Live at the Eagles Ballroom)
- 2004: Pearl Jam (Rearviewmirror: Greatest Hits 1991-2003)
- 2004: The Cure (Join the Dots: B-Sides & Rarities, 1978-2001)
- 2004: Michael Tolcher (I Am)
- 2004: Rubyhorse (Goodbye to All That)
- 2004: Tears for Fears (Everybody Loves a Happy Ending)
- 2004: Live (Awake: The Best of Live)
- 2004: H.I.M. (And Love Said No: The Greatest Hits '97-'04)
- 2005: INXS (Switch)
- 2005: H.I.M. (Dark Light)
- 2005: Better Than Ezra (Before the Robots)
- 2005: Bril (Airless Alarm)
- 2006: U2 (U2 18 Singles)
- 2006: Switchfoot (Oh! Gravity.)
- 2006: Eskimo Joe (Black Fingernails, Red Wine)
- 2007: Idiot Pilot (Wolves)
- 2007: H.I.M. (Venus Doom)
- 2007: Hot Hot Heat (Happiness Ltd.)
- 2007: James (Fresh as a Daisy: The Singles)
- 2007: Mêlée (Devils & Angels)
- 2008: Birds of Tokyo (Universes)
- 2008: Ryan Cabrera (The Moon Under Water)
- 2008: H.I.M. (Digital Versatile Doom: Live at the Orpheum Theatre)Producer
- 2008: Sepultura (Against/Nation)
- 2009: U2 (The Best of 1980-2000)
- 2009: Kane (No Surrender)
- 2009: Julien-K (Death to Analog)
- 2009: The Sounds (Crossing the Rubicon)
- 2010: Tarja (What Lies Beneath)
- 2010: Smile Smile (Truth On Tape)
- 2010: The Dance Party (Touch)
- 2010: The Daylights (The Daylights)
- 2010: Secondhand Serenade (Hear Me Now)
- 2010: The Answer (Everyday Demons)
- 2010: British India (Avalanche)
- 2011: Blue October (Ugly Side: An Acoustic Evening with)
- 2011: David Cook (This Loud Morning)
- 2011: Blue October (Any Man in America)
- 2012: H.I.M. (XX: Two Decades of Love Metal)
- 2012: Preteen Zenith (Rubble Guts & BB Eye)
- 2012: Tarja Turunen (Act 1)
- 2013: The Polyphonic Spree (Yes, It's True)
- 2013: H.I.M. (Tears on Tape)
- 2013: Blue October (Sway)
- 2013: Tarja Turunen (Colours in the Dark)
- 2014: Billy Childs (Map to the Treasure: Reimagining Laura Nyro)
- 2015: J.D. Souther (Tenderness)
- 2015: Tarja (Luna Park Ride)
- 2015: Steve Grand (All-American Boy)
- 2016: Tarja Turunen (The Shadow Self)
- 2016: The Mission (Another Fall from Grace)

- International Standard Name Identifier: 0000 0000 5410 2820
- Library of Congress Control Number: no2003076719
- MusicBrainz: f885459e-e5fe-45d5-afa8-ed46ec1234bd
- Nationale Bibliotheek van Tsjechië: xx0123597
- Virtual International Authority File: 7083447
- WorldCat: E39PBJvhmF3djf6Bc3YHVJwpyd